# Nils Kristian Eriksen
Nils Kristian Eriksen (Skien, 5 de març de 1911 - Moss, 5 de maig de 1975) fou un futbolista noruec de la dècada de 1930.
Disputà 47 partits amb la selecció de futbol de Noruega, amb la qual guanyà la medalla de bronze als Jocs Olímpics de 1936 i participà en el Mundial de 1938. Pel que fa a clubs, defensà els colors de l'Odd i del Moss FK.
També fou entrenador del Moss FK.